# Aschersleben-Staßfurt (district)
Districtul Aschersleben-Staßfurt a fost un Kreis în landul Saxonia-Anhalt, dela data de 1. iulie 2007 a devenit Salzland (district), Germania.